# Emma Bærentzens Legat
Emma Bærentzens Legat var åren 1925–1990 ett danskt stipendium, instiftat av författaren Emma Bærentzen, som tilldelades bildkonstnärer, skådespelare, musiker och skönlitterära författare. Stipendiefonden utgjordes av Emma Bærentzens testamenterade 300 000 danska kronor.

## Stipendiater
| Årtal    | Mottagare                      |
| -------- | ------------------------------ |
| 1990     | Hans Otto Jørgensen            |
| 1985     | F.P. Jac                       |
| 1982     | Nina Malinovski                |
| 1980     | Erik Frank Hansen              |
| 1973     | Knud Holten                    |
| 1973     | Kaj Lauritsen                  |
| 1970     | Grete Povlsen                  |
| 1966     | Per Flor Jølting               |
| 1959     | Orla Bundgård Povlsen          |
| 1959     | Ole Sarvig                     |
| 1956     | Carl Bang                      |
| 1956     | Iljitsch Johannsen             |
| 1956     | Ralph Oppenhejm                |
| 1955     | Ditte Cederstrand              |
| 1955     | Niels Th. Mortensen            |
| 1954     | Jørgen Halck                   |
| 1954     | Inge Haagensen                 |
| 1954     | Jens Lund Andersen             |
| 1952     | Leif E. Christensen            |
| 1952     | Svend Aage Clausen             |
| 1952     | Mogens Garde                   |
| 1951     | Ole Juul                       |
| 1951     | Frank Jæger                    |
| 1951     | Eiler Jørgensen                |
| 1950     | Ove Abildgaard                 |
| 1950     | Hans Lyngby Jepsen             |
| 1950     | Ester Nagel                    |
| 1949     | Jørgen Nash                    |
| 1949     | Aage V. Reiter                 |
| 1949     | Sigurd Strangen                |
| 1948     | Finn Gerdes                    |
| 1948     | Alice Guldbrandsen             |
| 1948     | Erik Knudsen                   |
| 1947     | Kai Borgen Nielsen             |
| 1947     | Børge Madsen                   |
| 1947     | Fredrik Nygaard                |
| 1947     | Peer Schaldemose               |
| 1946     | Halfdan Rasmussen              |
| 1946     | Hilmar Wulff                   |
| 1946     | Mary Waagechristensen          |
| 1945     | Johannes Allen                 |
| 1945     | Ellen Duurloo                  |
| 1945     | Tove Meyer                     |
| 1945     | Tage Nissen                    |
| 1944     | Erik Bertelsen                 |
| 1944     | Povline Lütken                 |
| 1944     | Aage Rasmussen                 |
| 1944     | Ole Sarvig                     |
| 1943     | J. Bech Nygaard                |
| 1943     | Lis Elkjær                     |
| 1943     | Mogens Jermiin Nissen          |
| 1943     | Jacob Paludan                  |
| 1943     | Thorsteinn Stefánsson          |
| 1942     | Tove Ditlevsen                 |
| 1942     | Martin Melsted                 |
| 1941     | Hakon Holm                     |
| 1940     | Hans Bjerregaard               |
| 1940     | Aage Brodersen                 |
| 1940     | Mogens Klitgaard               |
| 1940     | Johannes Lindskov Hansen       |
| 1939     | Harald Herdal                  |
| 1939     | Michael Tejn                   |
| 1938     | Vilhelm Gross                  |
| 1938     | Aase Hansen                    |
| 1938     | Erling Kristensen              |
| 1938     | Mogens Linck                   |
| 1937     | Aage Dons                      |
| 1937     | Kelvin Lindemann               |
| 1937     | Knud Sønderby                  |
| 1937     | Johannes Wulff                 |
| 1936     | Karl Bjarnhof                  |
| 1936     | Ulf Hoffmann                   |
| 1936     | Ellen Silkeborg                |
| 1936     | Peter Tutein                   |
| 1935     | Cai M. Woel                    |
| 1934     | H.C. Branner                   |
| 1934     | Georg Rønberg                  |
| 1934     | Johannes Weltzer               |
| 1933     | Bernhard Jensen                |
| 1933     | Jørgen Nielsen                 |
| 1933     | Fredrik Nygaard                |
| 1933     | Jens August Schade             |
| 1932     | Leck Fischer                   |
| 1932     | Aage Madelung                  |
| 1931     | Carl Erik Soya                 |
| 1930     | Per Lange                      |
| 1930     | Hulda Lütken                   |
| 1930     | Aksel Sandemose                |
| 1930     | Hans Hartvig Seedorff Pedersen |
| 1929     | Knud Andersen                  |
| 1929     | Anders Thuborg                 |
| 1928     | Marinus Børup                  |
| 1926     | Aage Barfoed                   |
| 1926     | Kai Hoffmann                   |
| 1925     | Emil Bønnelycke                |
| Okänt år | Inger Bentzon                  |
| Okänt år | Svend Borberg                  |
| Okänt år | Jørgen Gustava Brandt          |
| Okänt år | Robert Corydon                 |
| Okänt år | Jesper Ewald                   |
| Okänt år | Hans Kirk                      |
| Okänt år | Paul la Cour                   |
| Okänt år | Sigfred Pedersen               |
| Okänt år | Svend Rindom                   |
| Okänt år | Jørgen Rytter                  |